# Echternach
Echternach (lucembursky Echternoach, Iechternach, německy Echternach, francouzsky Echternach) je město ve kantonu Echternach, v distriktu Grevenmacher, ve východním Lucembursku. Má více než pět tisíc obyvatel a rozkládá se při toku řeky Sûre, která tvoří východní hranici města. Patronem města je svatý Willibrord, který město v 7. století založil.

## Geografie
Město Echternach leží na řece Sûre a sousedí na severu s obcí Berdorf, na západě s obcí Consdorf, na jihu s obcí Bach a Rosport a na severovýchodě s německou obcí Echternacherbrück.
Město je hlavním střediskem turisty velmi vyhledávaného Malého Lucemburského Švýcarska, které bylo v prehistorických dobách utvářeno mořem, takže je krajina charakteristická hlubokými lesy, bizarními skalami a jeskyněmi a dnes silně zemědělsky využívána.

## Historie
Celá oblast byla osídlena již po dobytí Galie Římskou říší.
Ve 3. století byla na kopci sv. Petra a Pavla postavena pevnost. Vlastní dějiny města jsou spojeny s anglosaským mnichem Willibrordem, který město roku 698 založil. O dva roky později pak na místě, kde stojí bazilika Sv. Petra a Pavla, byl postaven klášter. Po Willibrordově smrti zde stála jiná bazilika, která nesla jeho jméno.
Město bylo zničeno dvěma požáry; nejprve v roce 1016 a později roku 1444.
V roce 1814 se Echternach na krátkou dobu stal hlavním městem.

## Průvod sv. Willibrorda

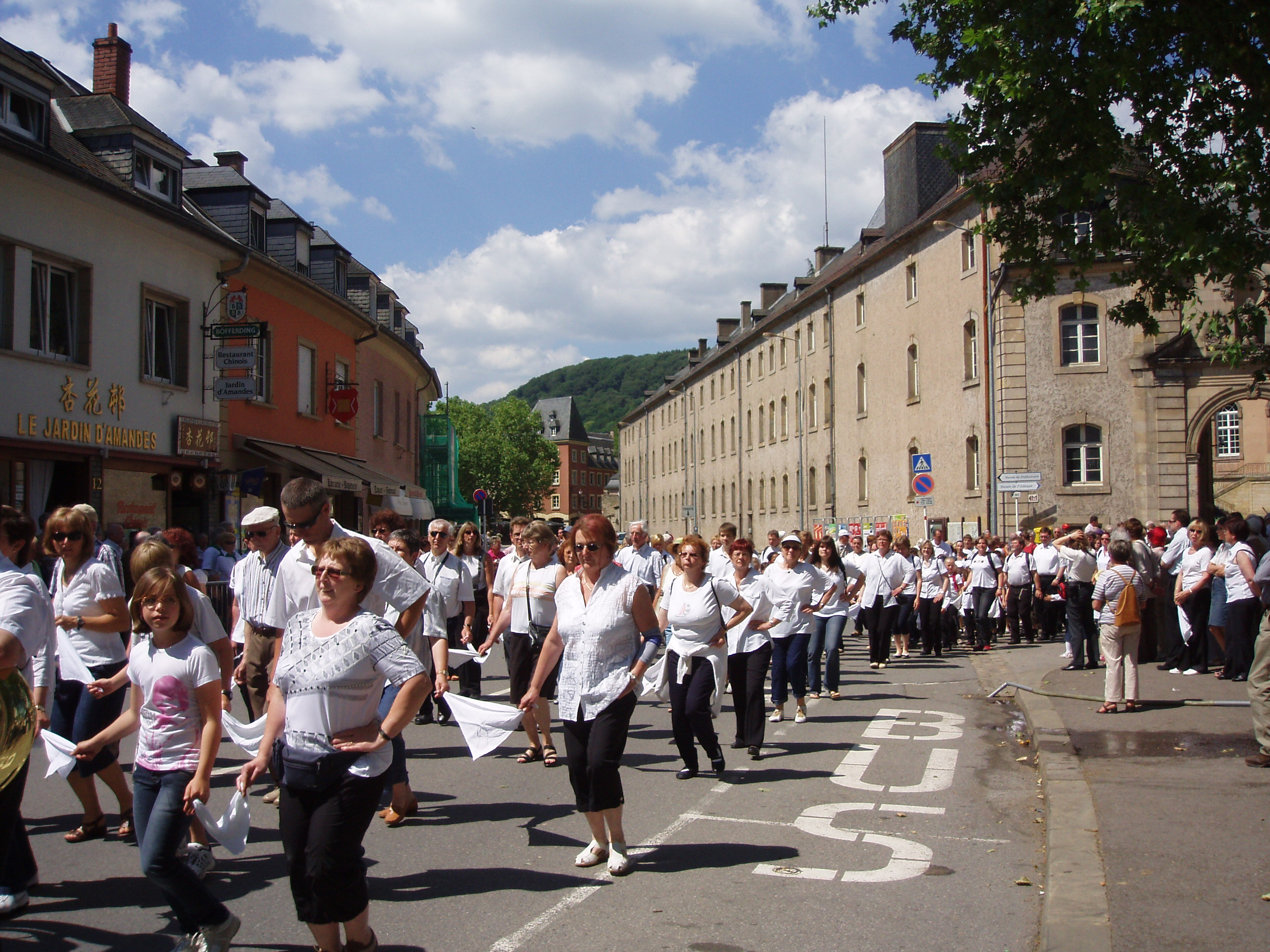
Tančící procesí v ulicích města

Každoročně o Svatodušních svátcích se v Echternachu koná pestrý a velmi originální průvod, zasvěcený sv. Willibrordovi, tzv. "Springprozession (Skákavé procesí)". Účastníci jdou přes celé město zvláštním tanečním krokem: původně se dělaly tři kroky vpřed a dva vzad, od roku 1947 krok vpřed a vlevo a krok vpřed a vpravo. První zmínka o procesí pochází z roku 1497. V průběhu staletí byla procesí několikrát zakázána, přesto však přetrvala do dnešních dnů. Původ tohoto originálního obyčeje není přesně znám, pravděpodobně jde o pozůstatek středověkých kajícnických procesí, jejichž účastníci se chovali jako stižení těžkými chorobami, věříce, že to pomůže odehnat nemoc. Je také možné, že jde o napodobení křesťanských poutníků, kteří po každých třech krocích padali na kolena; není ani vyloučeno, že v tomto zvyku přežívají relikty starých pohanských rituálů. Procesí je zakončeno u světcova hrobu slavnostní mší.